# موزه هنرهای معاصر سان فرانسیسکو

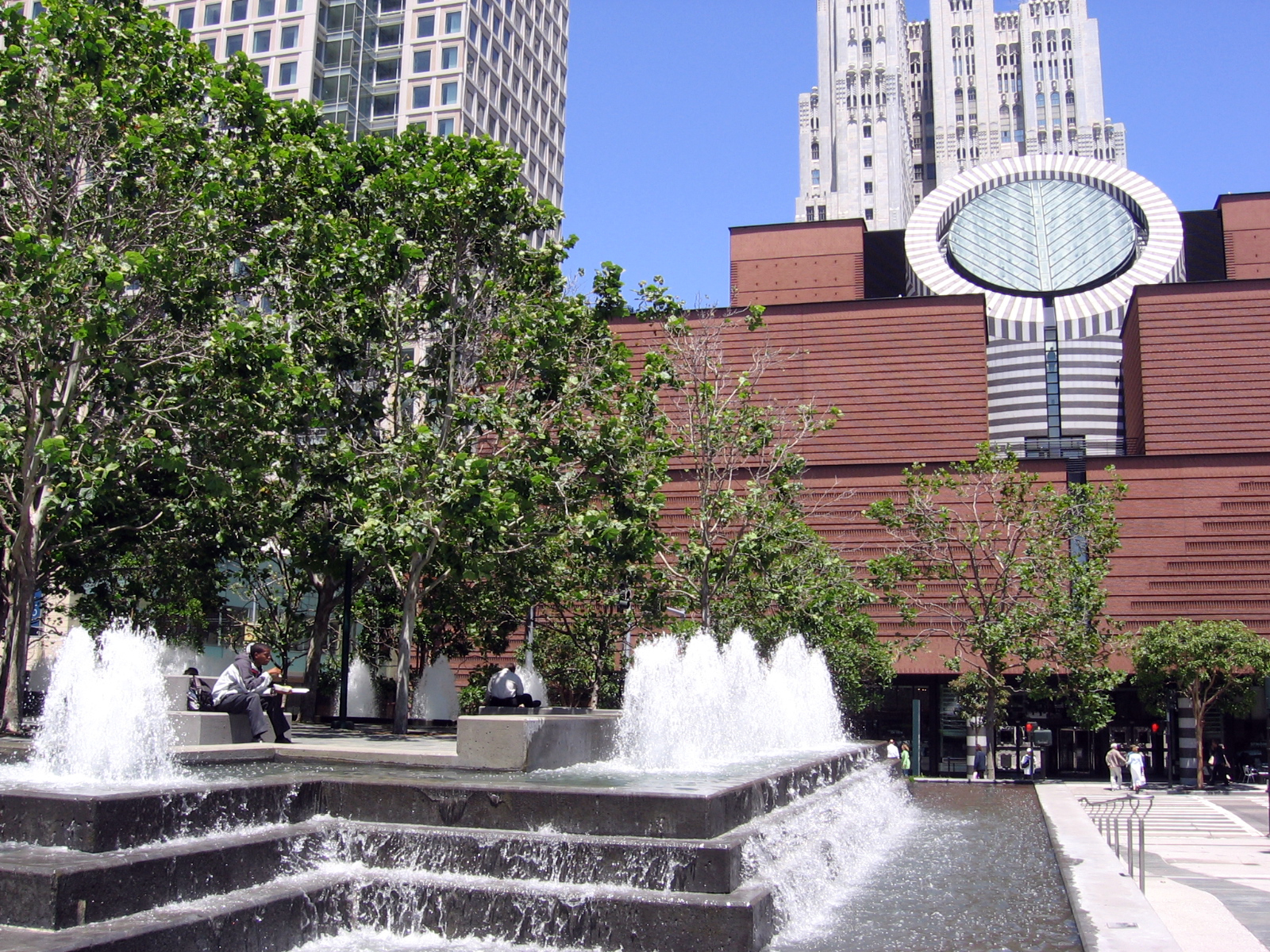

موزه هنرهای معاصر سان فرانسیسکو (به انگلیسی: San Francisco Museum of Modern Art) یکی از موزه‌های مشهور ایالات متحده آمریکاست.
این موزه در شهر سان فرانسیسکو در کالیفرنیا قرار دارد و توسط استاد بزرگ معماری ماریو بوتا طراحی گردیده است.

## جستارهای مربوطه
- مرکز هنرهای نمایشی هابی

## وب‌گاه رسمی
- وبگاه رسمی

## نگارخانه

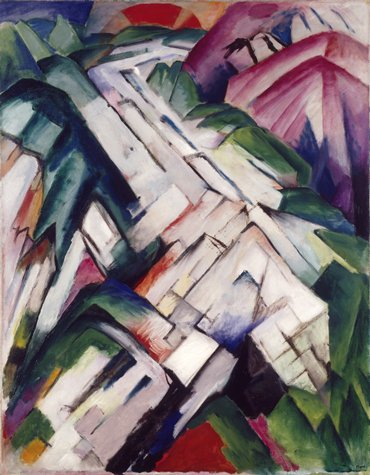
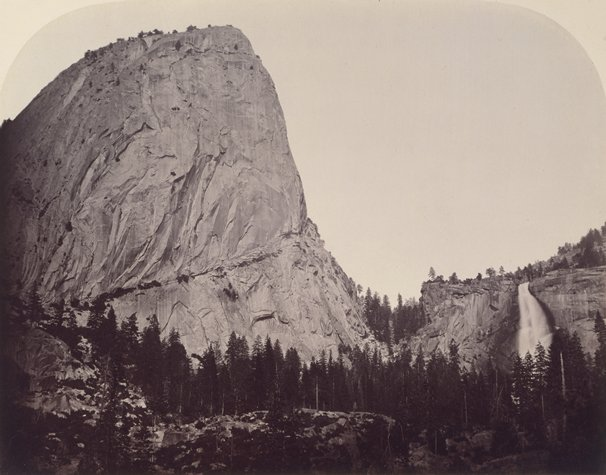
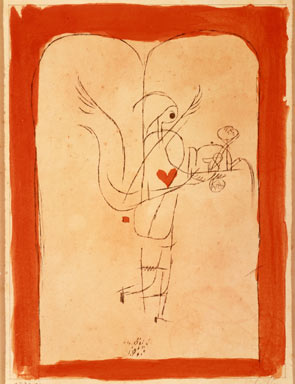
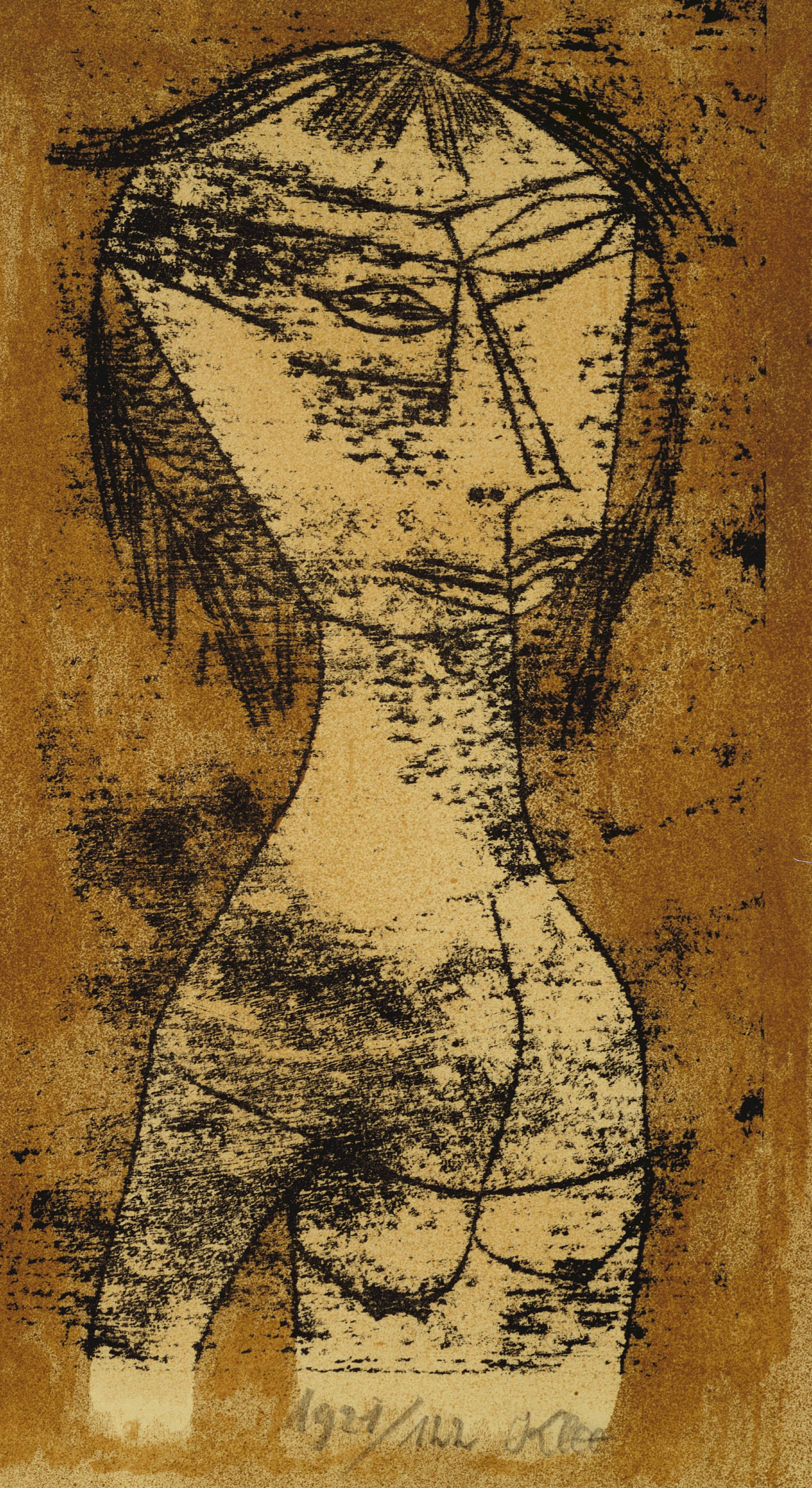
نور باطنی قدیس، پاول کله